# Entr'acte

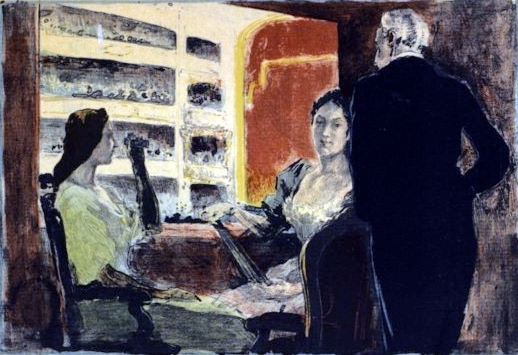
"Pendant l'entracte" door de Franse schilder Alexandre Lunois.

Een entr'acte (uit het Frans: entre=tussen, acte=spel, akte) is een tussenspel, een onderdeel van een toneelvoorstelling, opera of operette dat tussen de gewone bedrijven wordt opgevoerd.
De functie van een entr'acte kan meerledig zijn, bijvoorbeeld:
- Tijd creëren om een changement op het podium uit te voeren
- Een voorstelling in kortere spanningsbogen opbreken
- Een pauze inlassen in de verhaallijn
- Tijd maken voor omkleden van de spelers
- Een illustratie van een deel van de voorstelling (bijvoorbeeld een ballet).
- De spelers en/of zangers even laten uitrusten

Een entr'acte wordt doorgaans door het begeleidend ensemble of orkest uitgevoerd en heeft meestal een puur instrumentaal karakter.
Entr-Acte is ook de naam van een kwartet uit het Antwerpse gespecialiseerd in Weense muziek, operette en licht klassieke muziek. Het ensemble bestaat uit piano, cello, dwarsfluit en viool.